# Beurk !
Pour les articles homonymes, voir Beurk.
Pour plus de détails, voir Fiche technique et Distribution.
Beurk ! est un court-métrage français réalisé par Loïc Espuche, sorti en 2024.

## Synopsis
En vacances dans un camping, des enfants observent divers adultes et adolescents qui s'embrassent et expriment leur dégoût. Mais en secret, Léo et Lucie aimeraient bien s'embrasser.

## Fiche technique
Sauf indication contraire, les informations mentionnées dans cette section peuvent être confirmées par les bases de données cinématographiques IMDb, Allociné et Unifrance,  présentes dans la section « Liens externes ».
- Titre : Beurk !
- Réalisation : Loïc Espuche
- Scénario : Loïc Espuche
- Musique : Aliénor Doublet
- Décors : Loïc Espuche
- Création graphique : Loïc Espuche
- Montage : Héloïse Pelloquet
- Production : Juliette Marquet et Manon Messiant
- Sociétés de production : Ikki Films et Iliade and Films
- Pays de production :  France
- Langue originale : français
- Genres : animation, comédie
- Format : couleur - 16:9 HD- Dolby Digital (5.1)
- Durée : 13 minutes
- Dates de sortie :
  - Allemagne : 20 février 2024 (Berlinale)
  - Royaume-Uni : 20 octobre 2024 (Festival de Londres[Lequel ?])
  - Pologne : 20 octobre 2024 (Festival de Varsovie)
  - États-Unis : 26 octobre 2024 (Festival de Chicago)
  - France : 1er février 2025 (Festival de Clermont-Ferrand) ; 5 février 2025 (sortie nationale au sein d'un programme de courts métrages également intitulé Beurk ![1]) ; 14 février 2025 (diffusion sur France 4[2])

## Distribution des voix
Sauf indication contraire, les informations mentionnées dans cette section peuvent être confirmées par les bases de données cinématographiques IMDb et Allociné,  présentes dans la section « Liens externes ».
- Noé Chabbat : Léo
- Katell Varvat : Lucie
- Enzo Desmedt : le petit frère
- Camille Bouisson : la petite soeur
- Hugo Chauvel : le copain de camping
- Roman Freud : le jeune avec le maillot de Messi
- Mattias Marcussy : le jeune avec le maillot de Ronaldo
- Mokhtar Camara : le jeune avec le maillot de Mbappé
- Olivia Chatain : la maman de Léo
- Théo Costa-Marini : le papa de Léo

## Distinctions
Sauf indication contraire, les informations mentionnées dans cette section peuvent être confirmées par les bases de données cinématographiques IMDb et Allociné,  présentes dans la section « Liens externes ».

### Récompenses
- César 2025 : meilleur court métrage d'animation

### Nominations
- Oscars 2025 : meilleur court métrage d'animation
- Annie Awards 2025 :
  - Meilleur programme spécial
  - Meilleur scénario dans une série ou production télévisée

### Sélections
- Berlinale 2024 : en compétition pour l'Ours de crystal du court métrage et pour le Teddy Award du court métrage
- Festival international du film de Chicago 2024 : en compétition pour le Gold Hugo du meilleur court métrage
- Festival du court métrage de Clermont-Ferrand 2025 : compétition nationale